# Yerkes-observatorium

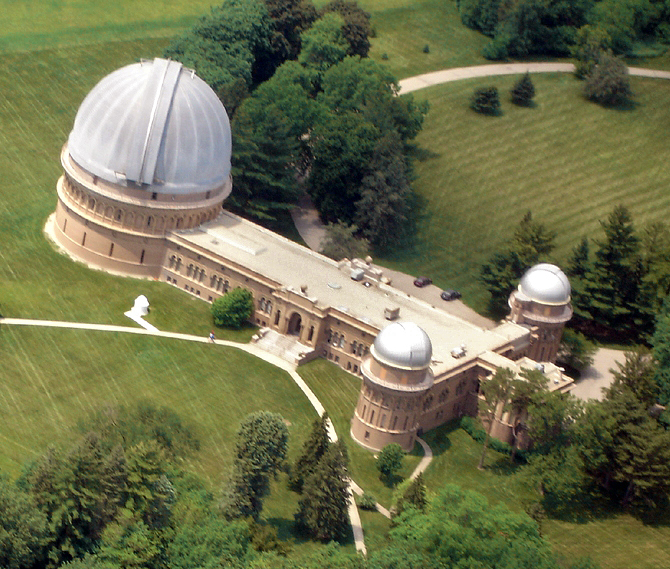
het hoofdgebouw van het Yerkes Observatorium

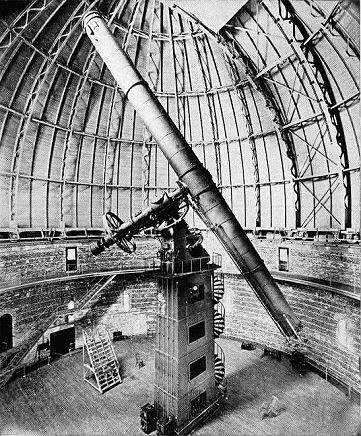
Foto uit 1897 van de 102cm refractor van het Yerkes Observatorium.

Het Yerkes-observatorium is een sterrenwacht in Williams Bay, Wisconsin die bedreven werd door de Universiteit van Chicago. De sterrenwacht, die op een hoogte van 334 m ligt, werd in 1897 gesticht door de astronoom George Ellery Hale (gefinancierd door de zakenman Charles Yerkes). Het observatorium wordt wel de geboorteplaats van de moderne astrofysica genoemd.
Het Yerkes Observatorium bezit de grootste refractor van de wereld en heeft een verzameling van meer dan 170.000 fotografische platen.
Bekende astronomen die op het observatorium gewerkt hebben zijn Edwin Hubble (die er zijn promotieonderzoek gedaan heeft en naar wie de Hubble Space Telescope is genoemd), Subramanyan Chandrasekhar (naar wie de Chandra Space Telescope is genoemd), de Russisch-Amerikaanse astronoom Otto Struve, de Deense astronoom Bengt Strömgren, en de bekende astronoom Carl Sagan.
Ook de Nederlandse en Belgische astronomen Adriaan Blaauw, George Van Biesbroeck, Cornelis Johannes van Houten, Hendrik C. van de Hulst, Gerard Kuiper, Adriaan van Maanen en Pol Swings hebben er gewerkt.

## Telescopen
De 102 cm refractor van het Yerkes Observatorium is gebouwd door Alvan Clark & Sons en is de grootste refractor die met succes gebruikt is voor astronomische waarnemingen. Een grotere telescoop met een diameter van 125 cm die getoond werd op de wereldtentoonstelling van 1900 in Parijs is nooit gebruikt voor waarnemingen. De 102 cm telescoop (zonder lens) werd voor de installatie in het observatorium getoond op de World's Columbian Exposition van 1893 in Chicago.
Het observatorium heeft ook twee spiegeltelescopen met een diameter van 102 cm en 61 cm en enkele kleinere telescopen.

## Nieuwe eigenaar
Tot het midden van de jaren 60 werkten astronomen vooral op het observatorium. Daarna zijn hun activiteiten verhuist naar Chicago om de contacten met de universiteit te verbeteren. In maart 2005 maakte de Universiteit plannen bekend om het observatorium te verkopen. Daarvan werd afgezien na protesten hiertegen en in een rapport van een studiegroep werd in 2007 aanbevolen het observatorium onder andere te gebruiken voor een regionaal centrum voor wetenschapseducatie. Op 1 oktober 2018 werd het observatorium gesloten. In mei 2020 werd de Yerkes Future Foundation (YFF) de nieuwe eigenaar en het observatorium werd op 27 mei 2022 heropend.